# Place Arnaud-Beltrame
Pour les articles homonymes, voir Rue des Bourguignons et Liste de lieux portant le nom d'Arnaud Beltrame.
La place Arnaud-Beltrame, anciennement carrefour des Bourguignons est une intersection routière dans les Hauts-de-Seine.

## Situation et accès
Elle se situe à la limite des communes d'Asnières-sur-Seine et Bois-Colombes, au croisement :
- de la route départementale D 15 (boulevard Voltaire), vers la place Voltaire
- de la route départementale D 11 (rue des Bourguignons), anciennement route nationale 309a, vers la gare de Bois-Colombes à l'ouest, et la station du métro 13 Les Agnettes à l'est,
- de la route départementale 909 (avenue d'Argenteuil), vers le carrefour des Quatre-Routes de Colombes au Nord.
- De la rue du Révérend-Père-Christian-Gilbert, anciennement rue de Châteaudun.

## Origine du nom

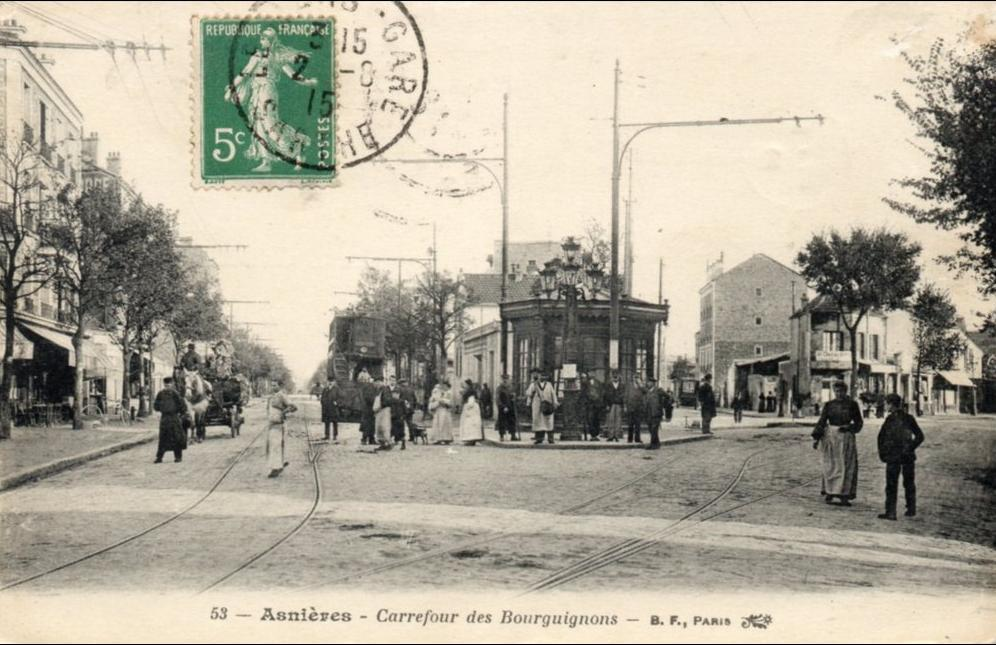
Le carrefour des Bourguignons.

Elle rend hommage à  Arnaud Beltrame, un gendarme victime du terrorisme islamiste lors des attaques du 23 mars 2018 à Carcassonne et Trèbes.

## Historique

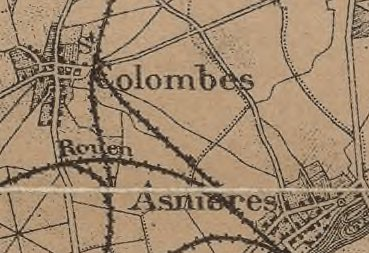
Carte pratique des environs de Paris, gravure L. Sonnet, 1880, échelle 1/200000 environ. Le carrefour est une des principales intersections, sur la route joignant Asnières et Colombes.

Anciennement nommée « carrefour des Bourguignons », on suppose que son nom pourrait venir de la Guerre civile entre Armagnacs et Bourguignons qui ravagea la région au XIVe siècle. Il existait aussi, derrière la mairie de Gennevilliers, un « Vieux chemin des Bourguignons », peut-être emprunté par un parti de Bourguignons pendant la guerre de Cent Ans, afin de contourner les villages de la presqu’île.

Une autre hypothèse serait la direction de la Bourgogne, et notamment de la ville d'Auxerre.
Il est situé sur l'ancien chemin, visible sur la Carte de Cassini, qui reliait le bac d’Asnières au bac d'Argenteuil (Remplacé par le pont d'Argenteuil), en passant par le Carrefour des Quatre-Routes de Colombes.
Dès 1845 pour l'établissement d'un passage à niveau, et en 1877 lors de la construction d'un égout, on parle d'un chemin des Bourguignons, suivi par le chemin vicinal de grande communication n° 11.
Il était autrefois le point de rencontre de:
- la ligne de tramway DA Colombes—Madeleine, puis le départ de la ligne de tramway 45 Madeleine—Asnières-Bourguignons de la Société des transports en commun de la région parisienne, ligne qui disparaît en 1933.
- La ligne de tramway 40, de la même compagnie[7].

En 2018, après des travaux de rénovation de la place des Bourguignons, elle est renommée « place Arnaud-Beltrame », en hommage au colonel de gendarmerie qui s'est sacrifié à Trèbes (Aude) lors d'une attaque terroriste.